# Brochocin (powiat płocki)
Brochocin – wieś sołecka w Polsce położona w województwie mazowieckim, w powiecie płockim, w gminie Radzanowo.
| SIMC    | Nazwa    | Rodzaj    |
| ------- | -------- | --------- |
| 0573457 | Krzywosy | część wsi |
| 0573463 | Ośrodek  | część wsi |

W latach 1975–1998 miejscowość administracyjnie należała do województwa płockiego.